# Résolution 180 du Conseil de sécurité des Nations unies
Membres permanents
- Chine (Taïwan)
- États-Unis
- France
- Royaume-Uni
- URSS

Membres non permanents
- Brésil
- Ghana
- Maroc
- Norvège
- Philippines
- Venezuela

Résolution no 179 Résolution no 181

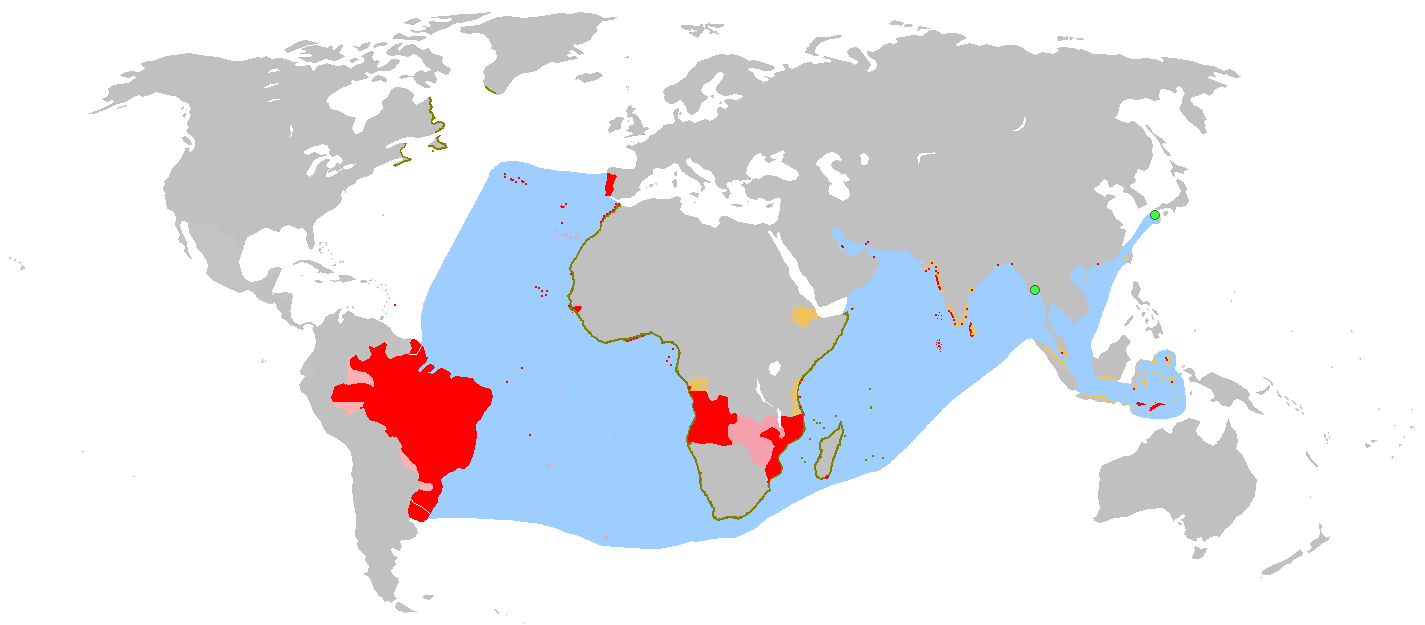

La Résolution 180  est une résolution du Conseil de sécurité des Nations unies adoptée le 31 juillet 1963, dans sa 1049e séance, affirme que le Portugal qui revendique ses territoires d'outre-mer dans le cadre de la métropole du Portugal était contraire aux principes de la Charte des Nations unies. Le Conseil a jugé les actions et l'attitude du Portugal perturbaient gravement la paix et la sécurité en Afrique.
Le Conseil a invité le Portugal à reconnaître immédiatement le droit des peuples de son empire à l'autodétermination et à l'indépendance, la cessation de tous les actes de répression et le retrait de toutes les forces militaires et paramilitaires, l'amnistie politique inconditionnelle et créer des conditions qui permettront le libre fonctionnement des partis politiques, des négociations en vue de transférer le pouvoir à des représentants librement élus des peuples et l'octroi de l'indépendance à tous les territoires sous son administration. 

Le Conseil a demandé que tous les gouvernements s'abstiennent d'aider en aucune façon le Portugal dans sa répression, y compris par la vente de matériel militaire.

## Vote
La résolution est approuvée par 8 voix contre 0.

Les abstentions sont celles de la France, le Royaume-Uni et les États-Unis.

## Texte
- Résolution 180 Sur fr.wikisource.org
- Résolution 180 Sur en.wikisource.org